# Massimilian Porcello
Massimilian Porcello est un footballeur germano-italien né le 23 juin 1980 à Bückeburg (Basse-Saxe).

## Palmarès
- Karlsruher SC
  - Champion de 2.Bundesliga en 2007.